# Mouz
Mouz (estilizado como MOUZ; anteriormente conhecida como Mousesports) é uma organização profissional de esportes eletrônicos com sede na Alemanha. Mouz possui equipes em vários jogos eletrônicos diferentes e são particularmente conhecidos pela sua equipe bem sucedida de Counter-Strike. Mouz é um dos membros fundadores da G7 Teams.

## História
Mousesports foi formado em 2002, em Berlim, Alemanha, como uma equipe de Counter-Strike. O time começou a competir em pequenos torneios, e gradualmente participaram de torneios maiores. Até 2006, quando o G7 Teams foi criado, Mousesports era uma das maiores organizações da Europa, com divisões de Counter-Strike, Warcraft III, Quake 4 e Unreal Tournament.
Em 13 de maio de 2007, Mousesports anunciou que havia adquirido a Nihilum, a primeira organização oficialmente reconhecida de World of Warcraft, com Nihilum sendo reconhecida como subsidiária da Mousesports. A guilda foi refeita em uma comunidade chamada "Nihilum: Mousesports MMO". Nihilum foi consistentemente a equipe mais forte da Mousesports em competições da Europa. Entretanto, a situação das relações entre Mousesports e Nihilum era incerta em 2008, e finalmente, em 10 de novembro, foi anunciado que a ex-equipe de PvE da SK Gaming estaria se juntando aos jogadores do Nihilum, acabando efetivamente com a parceria que durou mais de um ano e meio. Apesar disso, Mousesports continuou a manter a marca Nihilum, e em 1º de agosto de 2009, lançou um novo website da comunidade para conectar a guilda Method, de World of Warcraft, com a wiki WotLK e a marca Nihilum, todos sob o mesmo domínio.
Em 20 de abril de 2009, Mousesports anunciou que estaria parando de apoiar a divisão de Defense of the Ancients, apesar do considerável sucesso que alcançaram. No início de 2010, a organização anunciou a adição de uma equipe com muitas estrelas do StarCraft: Brood War, que originalmente consistia de diversos jogadores americanos, canadenses, alemães, poloneses e ucranianos. Desde sua introdução na organização, o time passou completamente a se focar no StarCraft II durante o período beta de Wings of Liberty, e desde então se tornou um dos nomes mais reconhecidos. Em uma das maiores tragédias dos esportes eletrônicos, Antonio "cyx" Daniloski, jogador de Counter-Strike e membro da Mousesports desde 2007, morreu em 29 de julho de 2010 em um acidente de carro causado por um problema no pneu, após perder o voo para a China para competir com seu time. Após sua morte, foram realizados vários memoriais, tributos, elogios e uma dedicação permanente na página oficial da Mousesports. Vários meses após a morte de Daniloski, Mousesports anunciou a aposentadoria dos jogadores de Counter-Strike Fatih "gob b" Dayik, Navid "Kapio" Javadi e Christian "Blizzard" Chmiel, a partir do término das finais da ESL Pro Series Season XVIII.
Em março de 2012, a Mousesports anunciou que encerraria o suporte à sua divisão de Counter-Strike, citando a percepção da organização sobre a falta de mercado, considerando a crescente proeminência de Dota 2 e League of Legends. Mousesports escolheu um novo elenco de Counter-Strike: Global Offensive no final daquele ano.
Em outubro de 2021, a Mousesports foi renomeada para Mouz, alterando também seu logotipo.